# Spalier pentru gimnastică

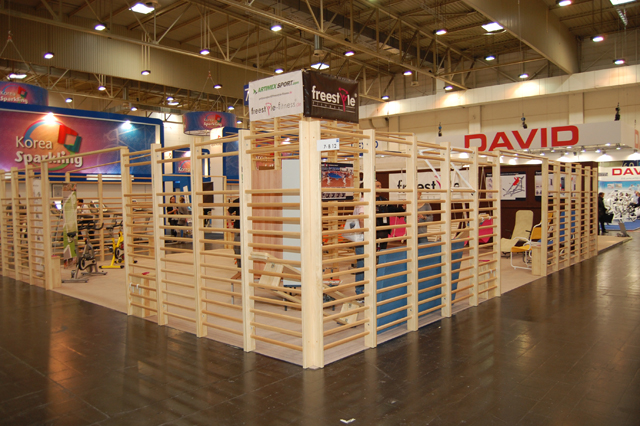
Spaliere de gimnastica FIBO 2010

Spaliere duble

Spalierul pentru gimnastică, sau scara de gimnastică, în termeni populari, a fost inventat la începutul anilor 1800 de către profesorul suedez Per Henrik Ling, care suferind de artrită, și-a dat seama de importanța terapeutică a exercițiilor la spalier.
În timpul ocupației Suediei de către Napoleon, Ling a fost sprijinit de către regele Suediei să creeze un centru național de gimnastică, care s-a numit "Institutul Regal Pentru Gimnastică", unde a predat gimnastica ca pe o artă și care, mai apoi, a devenit un sistem de lucru preluat pretutindeni în Europa. După invenția spalierului a urmat lada pentru gimnastică.
Odată cu sosirea emigranților în America, spalierul a fost adoptat rapid și în SUA, unde se folosește sub denumirea de Stall bars.
Dar începutul a fost creat de germanul Johann Guts Muths, care este supranumit și bunicul gimnasticii moderne, și care a publicat cartea "Gimnastica pentru tineri" în anul 1793.
Cel mai mare spalier a fost prezentat la expoziția FIBO din Essen și a avut o înălțime de 5 m.
Spalierul pentru gimnastică este un aparat multifuncțional, realizat din elemente lamelare și cherestea de fag.
Se poate realiza la diferite dimensiuni, începând de la cele pentru recuperare, pentru copii și până la cele duble, care pot avea dimensiunea de 2,50x1,70 m. Barele paralele sunt realizate din cherestea de fag sau paltin și pot fi în număr de 7, 14 sau 16 bucăți la un spalier.
Bara superioară a spalierului de gimnastică se montează întotdeauna puțin în afară, pentru a facilita efectuarea exercițiilor.
Barele spalierului au grosimea de 40 mm și au forma ovală.
La spalier se pot executa exerciții de gimnastică și de recuperare medicală.
Pentru afecțiuni ale coloanei vertebrale, cum ar fi scolioza, este indicat a se consulta un medic ortoped înainte de a executa exerciții la spalier.
Acest aparat de gimnastică este foarte folosit în sălile de fitness sau în sălile de sport ale școlilor, la orele de educație fizică.
La spalier se poate atașa banca pentru abdomene sau bara de tracțiune.
Spalierul pentru gimnastică se poate folosi doar cu prindere solidă de perete, pentru a evita accidentările.